# 鹑亚科
鹑亚科（学名：Perdicinae），是鸟纲鸡形目雉科的一个亚科。鹑亚科鸟类体型中等，分布于欧、亚、非地区。一般在地面筑巢，以籽为食。